# Boris Pankine
Boris Dimitrievitch Pankine (en russe : Борис Дмитриевич Панкин), né le 20 février 1931 à Bichkek (Kirghizistan actuel), est un diplomate et homme politique russe, qui a notamment été ministre des Affaires étrangères de l'Union soviétique pendant 2 mois et 17 jours en 1991.

## Biographie

### Début de sa carrière diplomatique
Réformateur et journaliste, Boris Pankine est ambassadeur en Suède de 1982 à 1990. Il est amené à redorer le blason de l'Union soviétique après que la réputation de celle-ci soit sérieusement ternie à la suite d'un scandale diplomatique dans lequel un sous-marin soviétique de la classe Whiskey soit coincé dans les eaux territoriales suédoises près de Karlskrona. L'incident devient connu sous le nom de « Whiskey on the Rocks ». Pankine devient et demeure très populaire en Suède, il est le plus ancien émissaire suédois de l'Union soviétique — bien qu'Alexandra Kollontaï soit la première diplomate de l'Union soviétique à Stockholm entre 1930 et 1945, et avec le rang d'ambassadeur à partir de 1943.
Pankine est le dernier ambassadeur soviétique en Tchécoslovaquie (1990-1991). Pankine prévient le gouvernement communiste tchécoslovaque de s'ingérer dans la révolution de Velours — ce qui a conduit à l'accession à la présidence d'un dissident, Václav Havel.

### Ministère des Affaires étrangères
Pankine est ensuite rappelé à Moscou pour devenir le ministre des Affaires étrangères de Gorbatchev après s'être opposé au putsch qui tente de renverser le dirigeant soviétique réformiste.
Pankine est surtout connu pour être le diplomate de plus haut rang à s'opposer au putsch de Moscou qui vise à ramener Mikhaïl Gorbatchev, le dernier dirigeant soviétique et partisan de Glasnost et de la Perestroïka.
Pankine n'exerce que 2 mois et 17 jours en tant que ministre des Affaires étrangères avant la dislocation de l'URSS en 1991. Pendant cette courte période, il établit des relations diplomatiques avec l'État d'Israël, commence le processus de désarmement avec les États-Unis, rapproche l'Union soviétique de l'Union européenne et purge le KGB des rangs du ministère des Affaires étrangères soviétique.

### Après la dislocation de l'URSS
Après l'effondrement de l'Union soviétique, Pankine est nommé ambassadeur de Russie auprès de la Cour de Saint-James (Royaume-Uni) jusqu'en 1994. Il démissionne en signe de protestation contre l'invasion de la Tchétchénie par la Russie.
Pankine vit actuellement en Suède, à Västerort, un quartier situé à l'ouest de Stockholm et exerce la profession d'écrivain. Boris Pankine siège au conseil consultatif de la Global Panel Foundation (de).

## Récompenses
- Stockholm Citizen of the Month Award (2005)

## Publications
- (en) Boris Pankin, The Last Hundred Days of the Soviet Union, Londres & New York, Tauris, 1996, 282 p. (ISBN 1-85043-878-1)